# Fédération générale autonome des fonctionnaires
 (novembre 2017).
La Fédération générale autonome des fonctionnaires (FGAF) est une fédération syndicale française qui regroupe des agents des trois fonctions publiques et qui a été présente sur une dizaine de ministères.

## Historique
La Fédération générale autonome des fonctionnaires (FGAF) est créée le 23 juin 1949 par des syndicats de la Défense nationale, des Eaux et Forêts, des Douanes, des Préfectures, des Services communaux et de Santé qui ne se reconnaissent ni dans la CGT très influencée par le PCF ni dans la CGT-FO alors très proche de la SFIO. Se réclamant de la charte d'Amiens, la FGAF souhaite une recomposition du paysage syndical autour des valeurs de l'autonomie.
Elle participe le 12 novembre 1953 à la création de la Confédération autonome du travail (CAT) à laquelle elle reste affiliée jusque dans les années 1970. Elle se rapproche  de la FEN en 1957 lorsque cette dernière s'efforce de fonder un mouvement syndical uni et démocratique (PUMSUD). En décembre 1981, elle explore une nouvelle voie en participant au Groupe des Dix. En 1983, la FGAF reçoit l'adhésion de la Fédération autonome des syndicats de police (FASP) ainsi que celle des syndicats de la justice, et obtient un siège au Conseil supérieur de la fonction publique de l’État. En 1984, elle se retire du Groupe des Dix estimant que ce mouvement se radicalise et déçue que les autres syndicats de fonctionnaires du Groupe refusent d'adhérer à sa structure fédérale. Elle célèbre le 1er mai 1988 aux côtés de la CFDT, la FEN et du SNUI. En 1991, elle ouvre son champ de syndicalisation au secteur privé, notamment à destination de l'économie sociale (mutuelles).
Le 5 juillet 1992 elle est l'une des 5 organisations signataires d'un appel « à l’unité… ». Le 12 février 1993, elle participe avec la FEN, la FMC, la FGSOA et la FAT à la création de l’Union nationale des syndicats autonomes (UNSA). Progressivement les relations se tendent entre la FGAF et l'UNSA. La première reproche à la seconde de s’engager vers un système confédéral appuyé sur des orientations politiques. Le 30 juin 2005, à la suite d'un vote public des représentants de la FGAF contraire aux orientations de l'UNSA, la Commission administrative de l’UNSA Fonctionnaires décide d’écarter les représentants de la FGAF des délégations officielles qui rencontrent le Ministre de la fonction publique. Le 11 octobre 2005, l’UNSA encourage la création de l’UNSA-Territoriaux, fédération qui concurrence directement la FA-FPT composante majeure de la FGAF. Le 1er décembre 2005  le Secrétaire général de la FGAF est relevé de ses fonctions de secrétaire général adjoint de l’UNSA Fonctionnaires.
Le 2 mars 2006, la FGAF décide à plus de 90 % des mandats exprimés de se désaffilier de l’UNSA et de faire un retour vers l'autonomie. À la suite de ce départ, l'UNSA estime qu'elle doit se voir attribuer les sièges de la FGAF au Conseil supérieur de la fonction publique territoriale. Sa requête est rejetée par le tribunal administratif de Paris le 28 septembre 2006, l'ordonnance du 24 août 2007 de la cour administrative d’Appel de Paris prenant acte du désistement de l'UNSA.
La Fédération générale  autonome  des  fonctionnaires  est affiliée à  la Confédération européenne des syndicats indépendants depuis  le 28 octobre 2008. En octobre 2009, le vingtième congrès de la FGAF qui se tient à Saint-Raphaël réunit plus de deux cents participants ; à cette occasion François Portzer est élu Secrétaire général, prenant la suite d'Antoine Breining qui présidait également la FA-FPT et ne se représentait pas. Alors que la FGAF pouvait avec plus de 75 000 voix obtenues lors des scrutins professionnels de 2008 et 2011 légitimement bénéficier de plein droit d'un siège au nouveau Conseil commun de la Fonction publique qui devait se former début 2012, le 6 octobre 2011, lors d'un congrès extraordinaire, la FA-FPT décide à 85 % de se désaffilier de la FGAF afin de pouvoir bénéficier seule à titre transitoire d'un siège dans cette nouvelle instance en raison de sa présence au Conseil supérieur de la Fonction publique territoriale. La FGAF a donc déposé un recours devant le Conseil d'État afin que les voix obtenues en 2008 par la FA-FPT alors affiliée à la FGAF lui permettent d'obtenir le siège au Conseil Commun qui à ses yeux lui était dû. À l'occasion de son XXIe congrès réuni à Paris les 17 et 18 avril 2013, François Portzer est réélu Secrétaire général de la fédération pour trois ans. Lors de son XXIIe Congrès qui s'est tenu à Saint-Cyr sur Mer (83) les 4 et 5 octobre 2017 François Portzer est à nouveau réélu Secrétaire général pour trois ans. Durant son XXIIIème Congrès qui s'est également tenu à Saint-Cyr sur Mer (83) le 4 novembre 2021 François Portzer est de nouveau reconduit dans sa fonction de Secrétaire général pour trois ans. Lors de son XXIVème Congrès qui s'est tenu à Bussy-Saint-Georges (77) le 23 octobre 2024 Olivier Bosson est élu pour trois ans au poste de Secrétaire général de la fédération succédant à François Portzer qui exerçait cette fonction depuis 2009 partant en retraite en 2025.
La CSEN (fédération syndicale du monde de l'éducation constituée autour du SNALC) a rejoint la FGAF en 2008. C'est d'ailleurs un représentant du SNALC, François Portzer, qui est SG de la FGAF depuis 2009. Ce dernier est poussé à la démission de la présidence du SNALC en juin 2018, et la CSEN quitte discrètement la FGAF à la fin de l'année 2018.

## Composantes
Au 23 octobre 2024 la FGAF regroupe 5 organisations syndicales de fonctionnaires:
dans la fonction publique territoriale, la FGAF est représentée par l'Union Fédérale Autonome des Territoriaux (UFAT);
dans la fonction publique d'État, la FGAF comprend :
- Le Syndicat autonome des personnels des services du Premier ministre (SAPPM),
- Le Syndicat pénitentiaire des surveillants non-gradés (SPS).

dans la fonction publique hospitalière la FGAF est représentée par : 
- L'Union Fédérale Autonome Santé (UFAS);

dans la fonction publique parlementaire, la FGAF est représentée par :
- Le Syndicat des fonctionnaires du Sénat (SFS).

## Représentativité
Avant son entrée à l'UNSA, en 1993, la FGAF est représentée dans les trois Conseils supérieurs de la fonction publique et compte 130 000 adhérents. Son affiliation lui fait perdre plusieurs de ses composantes et elle ne comporte plus que 50 000 syndiqués en 2003[réf. nécessaire]. Son départ de l'UNSA en 2006 fait chuter ses effectifs à 30 000. Le nombre de ses adhérents remonte ensuite ; en 2008 ses responsables revendiquent environ 50 000 membres, avant que la CSEN la rejoigne
La FGAF va ensuite perdre ses principales composantes : la FA-FPT en 2011 puis la CSEN en 2018. En 2014, elle obtenait encore 2,6% des voix dans la FPE et 1,6% de la FPT. En 2018, elle ne représente plus que 0,3 à 0,4% dans chaque versant de la fonction publique. Cette année là, elle n'obtient des résultats notables que parmi les services du Premier ministre (20%) ou au ministère de la justice (5%). Au regard des résultats électoraux au sein des 3 fonctions publiques (le champ de syndicalisation de la FGAF), la FGAF peut désormais être considérée comme une organisation ultra minoritaire.
Du fait de son histoire compliquée, il n'a pas toujours été facile de mesurer l'audience de la FGAF depuis 2006. Les résultats électoraux publiés du fait des trop faibles résultats de la FGAF agrègent ses résultats avec ceux des autres petites listes dans une catégorie réalisant 5,2 %. 
Selon les chiffres officiels de la Direction générale de l'administration de la fonction publique, lors des élections d'octobre 2011, la FGAF a remporté 19 238 voix (soit 0,7 % des suffrages exprimés) qui se répartissent en 17 050 voix dans la fonction publique d'État (soit 1,5 %  des suffrages exprimés), 0 voix dans la fonction publique territoriale (0,0 % des suffrages exprimés du fait de la non prise en compte par l'administration des 65 016 voix obtenues par la FA-FPT lors du scrutin de 2008, celle-ci s'étant désaffiliée de la FGAF) et 2 188 voix dans la fonction publique hospitalière (soit 0,4 % des suffrages exprimés). Elle ne siège dans aucun des trois Conseils Supérieurs de la Fonction Publique ni au Conseil Commun de la Fonction Publique.
Aux élections professionnelles (pour les comités techniques dans la fonction publique) de 2014, elle passe de 19237 voix en 2011 (0,7 %) à 42458 voix en 2014 (1,6 %). Dans la fonction publique hospitalière l'UFAS confirme notamment sa forte implantation dans les hôpitaux d'Ile-de-France. Dans la fonction publique territoriale le SAFPT, avec 11040 voix a augmenté de 47 % par rapport à 2008, date du précédent scrutin dans la fonction publique territoriale: il devient en particulier la première organisation de la territoriale dans le département du Var. Dans la fonction publique d'État où la FGAF avait présenté des listes dans 11 ministères, le SAPPM avec 31,2 % des voix obtient 6 sièges sur 15 au CTM des Services du Premier ministre ; dans l'Éducation nationale avec 5,5 % des voix le SNALC et le SNE font leur entrée au CTM au détriment de SUD ; au CTM du Ministère de l'Agriculture l'Alliance du Trèfle formée par la CGC, la CFTC et le SNISPV-FGAF conserve son siège, tandis qu'au CT de l'Institut national de Veille Sanitaire, pour sa première participation au scrutin, le SNAPA obtient 2 sièges sur 3.
À l'issue des élections professionnelles du 6 décembre 2018, les syndicats affiliés à la FGAF obtiennent 35338 voix (1,4 %) dont 30627 dans la fonction publique de l'État, 3011 dans la territoriale et 1714 dans l'hospitalière. Ce calcul des voix dans la FPE prenait en compte celles obtenues par la CSEN (qui se désaffilie de la FGAF très peu de temps après le scrutin) et celles du SNAPA qui a fait liste commune avec l'UNSA à Santé publique France.
Au terme des élections professionnelles de décembre 2022, avec 6100 voix dans les trois fonctions publiques (hors fonction publique parlementaire), la FGAF a obtenu 0,3% des suffrages exprimés ce qui fait d'elle la plus petite fédération de fonctionnaires.

## Organisation
L’instance souveraine et suprême de la FGAF est le congrès fédéral qui se réunit tous les 3 ans et qui est composé des représentants des différentes organisations de la fédération. Entre deux congrès l’instance délibérative est le conseil national qui siège au moins deux fois par an.
Le bureau exécutif est chargé de la direction et l’administration de la FGAF. Il se réunit au moins tous les deux mois. Il est composé d'un secrétaire général (jusqu'en 1983 Maurice Morin, de 1983 à 1986 Louis Perignon, à partir de 1986 Jean-Pierre Gualezzi, puis jusqu'en 2004 Gilbert Voisin, de 2004 à 2005 Serge Supersac et de 2005 à 2009 Antoine Breining, depuis 2009 François Portzer), de trois à cinq secrétaires généraux adjoints, d'un trésorier fédéral, d'un Trésorier fédéral adjoint et de secrétaires nationaux. Lors du XXIe Congrès de la FGAF qui s'est tenu les 17 et 18 avril 2013, les statuts et le règlement intérieur de l'organisation ont été modifiés afin notamment de permettre une meilleure représentation des petits syndicats au sein du bureau exécutif et de limiter à 3 représentants sur 21 le poids des plus grosses organisations ayant plus de 10000 adhérents.
La FGAF a publié jusqu'en 2018 une revue bimestrielle qui s'est d'abord intitulée l'Avenir syndicaliste et depuis 1957 L'Écho de la fonction publique. Elle dispose par ailleurs d'un institut de formation agréé par l'État.

## Siège
Le siège de la FGAF est situé au 1 Grande Allée du 6 février 1934, Le Luzard II, Bâtiment A, 77186 Noisiel.